# Encrateola maculithorax
Encrateola maculithorax là một loài tò vò trong họ Ichneumonidae.